# National Women's Basketball League 2006
La stagione NWBL 2006 fu la sesta e ultima della National Women's Basketball League. Parteciparono 4 squadre in un unico girone.
Rispetto alla stagione precedente, la lega perse le Birmingham Power, le Chicago Blaze e le Lubbock Hawks, che fallirono. Le Dallas Fury si trasferirono a San Francisco, rinominandosi San Francisco Legacy. Si aggiunse una nuova franchigia: le San Diego Siege.

## Squadre partecipanti
- Colorado Chill
- San Diego Siege
- S.F. Legacy
- San Jose Spiders

## Classifica finale
| Squadra              | V  | P  | %    | GB |
| -------------------- | -- | -- | ---- | -- |
| San Diego Siege      | 14 | 4  | 77,8 | -  |
| Colorado Chill C     | 14 | 4  | 77,8 | -  |
| San Jose Spiders     | 8  | 10 | 44,4 | 6  |
| San Francisco Legacy | 0  | 18 | 0,0  | 14 |

## Play-off

### Finale
| 31 marzo 2006 | Colorado Chill | 78 – 71 | San Diego Siege | Budweiser Events Center |

## Vincitore
| Campione NWBL 2006         |
| -------------------------- |
| Colorado Chill (2º titolo) |

## Statistiche
| Categoria             | Giocatore           | Squadra              | Stat |
| --------------------- | ------------------- | -------------------- | ---- |
| Punti per gara        | Becky Hammon        | Colorado Chill       | 26,0 |
| Rimbalzi per gara     | Cathrine Kraayeveld | San Diego Siege      | 8,9  |
| Assist per gara       | Becky Hammon        | Colorado Chill       | 7,0  |
| Palle rubate per gara | Toni Russell        | San Francisco Legacy | 3,8  |
| FG%                   | Ruth Riley          | Colorado Chill       | 62,5 |
| FT%                   | Caity Matter        | San Jose Spiders     | 94,4 |